# Urophora affinis
Espèce
Urophora affinis est une espèce d'insectes diptères brachycères de la famille des Tephritidae.